# Швейцарська система
Швейца́рська систе́ма (швейцарка) — турнірна система, при якій у кожному наступному турі зустрічаються супротивники з однаковою або близькою кількістю очок. За швейцарською системою проводяться змагання з великою кількістю учасників у разі, коли недоцільна система з вибуванням. Зокрема, за швейцарською системою часто проводяться шахові змагання, наприклад, шахова олімпіада.
При застосуванні швейцарської системи в першому турі пари супротивників визначаються жеребкуванням. В кожному наступному між собою грають ті гравці, які набрали однакову кількість очок. Іноді це неможливо, наприклад, якщо кількість гравців з певною кількістю очок непарна. В такому разі один із гравців опускається або підіймається в групу гравців із вищою або нижчою кількістю очок.
При застосуванні швейцарської системи бажано мати парну кількість гравців, щоб у кожному турі для кожного гравця знайшовся супротивник. При непарній кількості гравців, запроваджують фіктивного гравця, який програє усі партії, а один із гравців у кожному турі відпочиває — йому зараховується перемога над фіктивним гравцем.
Кількість турів при швейцарській системі визначається часовими рамками, в яких проводиться турнір. Вона більша від кількості турів, потрібних при застовуванні системи з вибуванням принаймні на два-три тури.
Переможець турніру визначається за кількістю набраних очок. При рівній кількості набраних очок застосовуються додаткові показники. Зазвичай першим із них є сума очок супротивників, скорочено СОС.